# Thielaviopsis
Thielaviopsis är ett släkte av svampar. Thielaviopsis ingår i familjen Ceratocystidaceae, ordningen Microascales, klassen Sordariomycetes, divisionen sporsäcksvampar och riket svampar.
| Thielaviopsis | \| \| Thielaviopsis basicola \| \| \| \| |
|               | \| \| Thielaviopsis basicola \| \| \| \| |
|               | Ceratocystis                             |
|               |                                          |
|               | Gondwanamyces                            |
|               |                                          |
|               | Sporendocladia                           |
|               |                                          |
|               | Ambrosiella                              |
|               |                                          |
|               | Phialophoropsis                          |
|               |                                          |
|               | Gabarnaudia                              |
|               |                                          |
|               | Thielaviopsis basicola                   |
|               |                                          |

|  | Thielaviopsis basicola |
|  |                        |